# Unité urbaine de Cerizay
L'unité urbaine de Cerizay est une unité urbaine française centrée sur Cerizay, petite ville du nord-ouest des Deux-Sèvres.

## Données générales
En 2010, selon l'INSEE, l'unité urbaine de Cerizay est composée de deux communes, situées dans les Deux-Sèvres, dans l'arrondissement de Bressuire. 
En 2010, avec 5 623 habitants, elle constitue la septième unité urbaine des Deux-Sèvres se classant après l'unité urbaine de Mauléon (6e rang départemental) et avant l'unité urbaine de Melle (8e rang départemental).
En Poitou-Charentes, elle occupait le 24e rang régional figurant dans la liste des 32 unités urbaines de plus de 5 000 habitants de la région en 2010.
En 2010, sa densité de population qui s'élève à 159 hab/km2 est plus de deux fois supérieure à celle du département des Deux-Sèvres qui compte 62 hab/km2 mais elle est quatre moins élevée que celle de Niort, la préfecture du département (585 hab/km2).
L'unité urbaine de Cerizay recouvre exactement les limites de l'aire urbaine de Cerizay.

## Délimitation de l'unité urbaine de 2010
En 2010, l'Insee a procédé à une révision des délimitations des unités urbaines de la France ; celle de Cerizay a été élargie d'une nouvelle commune (Cirières), et est maintenant composée de deux communes urbaines au lieu d'une comme lors du recensement de 1999.
Liste des communes appartenant à l'unité urbaine Cerizay selon la nouvelle délimitation de 2010 et population municipale de 2010 (Liste établie par ordre alphabétique avec en caractères gras la ville-centre)
| Nom      | Code Insee | Département | Statut       | Superficie (km2) | Population (dernière pop. légale) | Densité (hab./km2) | Modifier                                    |
| -------- | ---------- | ----------- | ------------ | ---------------- | --------------------------------- | ------------------ | ------------------------------------------- |
| Cerizay  | 79062      | Deux-Sèvres | ville-centre | 18,55            | 4 795 (2022)                      | 258                | modifier les données · modifier les données |
| Cirières | 79091      | Deux-Sèvres | banlieue     | 16,83            | 949 (2022)                        | 56                 | modifier les données · modifier les données |

## Évolution démographique
L'évolution démographique de l'unité urbaine de Cerizay telle qu'elle apparaît dans l'histogramme ci-dessous est celle qui est établie selon la délimitation de 2010.
| 1968  | 1975  | 1982  | 1990  | 1999  | 2010  | 2022  |
| ----- | ----- | ----- | ----- | ----- | ----- | ----- |
| 4 385 | 5 511 | 5 712 | 5 660 | 5 481 | 5 623 | 5 744 |

Histogramme

(élaboration graphique par Wikipédia)

## Sources et références
1. ↑  Composition communale de l'unité urbaine de Cerizay en 2010
2. ↑  Aire urbaine de Cerizay et population de 2009
3. ↑  Consulter le volet "Agglomérations et villes principales des Deux-Sèvres" sur le splaf des Deux-Sèvres
4. ↑  Recensement de la population au 1er janvier 2010 du département des Deux-Sèvres